# Волпул (Њу Хемпшир)
Волпул (енгл. Walpole) насељено је место без административног статуса у америчкој савезној држави Њу Хемпшир.

## Демографија
По попису из 2010. године број становника је 605.
| Група             | 2000.    | 2010.       |
| Белци             | 0 (0,0%) | 580 (95,9%) |
| Афроамериканци    | 0 (0,0%) | 2 (0,3%)    |
| Азијати           | 0 (0,0%) | 5 (0,8%)    |
| Хиспаноамериканци | 0 (0,0%) | 8 (1,3%)    |
| Укупно            | 0        | 605         |